# مارکو بورجینو
مارکو بورجینو (انگلیسی: Marco Borgnino؛ زادهٔ ۲۵ اکتبر ۱۹۹۷) بازیکن فوتبال اهل آرژانتین است.
از باشگاه‌هایی که در آن بازی کرده‌است می‌توان به باشگاه فوتبال استودیانتس اشاره کرد.